# Sankt Peter-Freienstein
Sankt Peter-Freienstein é um município da Áustria, situado no distrito de Leoben, na estado da Estíria. Tem 27,3 km² de área e sua população em 2019 foi estimada em 2.366 habitantes.